# MLS SuperDraft 2003
De MLS SuperDraft 2003, gehouden op 17 januari 2003 in Kansas City (Verenigde Staten), was de vierde editie van het jaarlijks Major League Soccer SuperDraft.

## Ronde 1
| Keuze | Speler             | Positie | MLS-team               | Vorig team                   |
| ----- | ------------------ | ------- | ---------------------- | ---------------------------- |
| 1     | Alecko Eskandarian | A       | D.C. United            | University of Virginia       |
| 2     | Ricardo Clark      | M       | MetroStars             | Furman University            |
| 3     | Nate Jaqua         | A       | Chicago Fire           | University of Portland       |
| 4     | Mike Magee         | A       | MetroStars             | Nike Project-40              |
| 5     | David Stokes       | V       | D.C. United            | University of North Carolina |
| 6     | Todd Dunivant      | V       | San Jose Earthquakes   | Stanford University          |
| 7     | Diego Walsh        | M       | Columbus Crew          | SMU                          |
| 8     | Guillermo Gonzalez | M       | Los Angeles Galaxy     | Nike Project-40              |
| 9     | Pat Noonan         | A       | New England Revolution | Indiana University           |
| 10    | Shavar Thomas      | V       | Dallas Burn            | University of Connecticut    |

## Ronde 2
| Keuze | Speler         | Positie | MLS-team             | Vorig team                  |
| ----- | -------------- | ------- | -------------------- | --------------------------- |
| 11    | Brian Carroll  | M       | D.C. United          | Wake Forest University      |
| 12    | Eddie Gaven    | M       | MetroStars           | Nike Project-40             |
| 13    | Arturo Alvarez | M       | San Jose Earthquakes | Nike Project-40             |
| 14    | Doug Warren    | DM      | D.C. United          | Clemson University          |
| 15    | Jason Thompson | A       | Dallas Burn          | Eastern Illinois University |
| 16    | Scot Thompson  | V       | Los Angeles Galaxy   | UCLA                        |
| 17    | Tim Regan      | V       | MetroStars           | Bradley University          |
| 18    | Damani Ralph   | A       | Chicago Fire         | University of Connecticut   |
| 19    | Arturo Torres  | M       | Los Angeles Galaxy   | Loyola Marymount University |
| 20    | Ricky Lewis    | V       | Los Angeles Galaxy   | Clemson University          |

## Ronde 3
| Keuze | Speler            | Positie | MLS-team               | Vorig team                   |
| ----- | ----------------- | ------- | ---------------------- | ---------------------------- |
| 21    | David Comfort     | DM      | Dallas Burn            | University of Virginia       |
| 22    | Dimelon Westfield | A       | New England Revolution | Clemson University           |
| 23    | Roger Levesque    | A       | San Jose Earthquakes   | Stanford University          |
| 24    | Logan Pause       | M       | Chicago Fire           | University of North Carolina |
| 25    | Ryan Mack         | M       | Chicago Fire           | Indiana University           |
| 26    | Phil Swenda       | A       | Chicago Fire           | Seton Hall University        |
| 27    | Jason Cole        | V       | Colorado Rapids        | St. Louis University         |
| 28    | Alex Blake        | A       | Colorado Rapids        | Williams College             |
| 29    | Kyle Singer       | DM      | New England Revolution | Boston College               |
| 30    | Tim Glowienka     | V       | MetroStars             | University of South Carolina |

## Ronde 4
| Keuze | Speler              | Positie | MLS-team             | Vorig team                   |
| ----- | ------------------- | ------- | -------------------- | ---------------------------- |
| 31    | Hayden Woodworth    | M       | D.C. United          | Messiah College              |
| 32    | Kenny Arena         | V       | MetroStars           | University of Virginia       |
| 33    | Taylor Graham       | V       | Kansas City Wizards  | Stanford University          |
| 34    | Mike Tranchilla     | A       | Dallas Burn          | Creighton University         |
| 35    | Rob Friend          | A       | Chicago Fire         | UC Santa Barbara             |
| 36    | Josh Saunders       | DM      | San Jose Earthquakes | University of California     |
| 37    | Michael Ritch       | A       | Columbus Crew        | Auburn University            |
| 38    | Matt Crawford       | M       | Colorado Rapids      | University of North Carolina |
| 39    | Jamil Walker        | M       | San Jose Earthquakes | Santa Clara                  |
| 40    | Hamid Mehreioskouei | A       | Los Angeles Galaxy   | Bradley University           |

## Ronde 5
| Keuze | Speler             | Positie | MLS-team             | Vorig team             |
| ----- | ------------------ | ------- | -------------------- | ---------------------- |
| 41    | John Swann         | V       | D.C. United          | Indiana University     |
| 42    | Jacob LeBlanc      | M       | MetroStars           | University of Virginia |
| 43    | Jack Jewsbury      | M       | Kansas City Wizards  | St. Louis University   |
| 44    | Chad Dombrowski    | V       | Chicago Fire         | UWM                    |
| 45    | Michael Mariscalco | M       | Dallas Burn          | Butler-universiteit    |
| 46    | Johanes Maliza     | M       | San Jose Earthquakes | Stanford University    |
| 47    | Guy Abrahamson     | M       | Columbus Crew        | Rutgers University     |
| 48    | Casey Schmidt      | A       | Colorado Rapids      | Boston College         |
| 49    | Marco Velez        | M       | MetroStars           | Barry University       |
| 50    | Jimmy Frazelle     | M       | Los Angeles Galaxy   | UCLA                   |

## Ronde 6
| Keuze | Speler           | Positie | MLS-team               | Vorig team                |
| ----- | ---------------- | ------- | ---------------------- | ------------------------- |
| 51    | Michael Behonick | DM      | D.C. United            | American University       |
| 52    | Andy Rosenband   | A       | Dallas Burn            | Ohio State University     |
| 53    | Kevin Friedland  | V       | Kansas City Wizards    | SMU                       |
| 54    | Ryan Futagaki    | M       | Chicago Fire           | UCLA                      |
| 55    | Joe Barton       | DM      | Los Angeles Galaxy     | Cal State-Northridge      |
| 56    | Frank Sanfilipo  | M       | San Jose Earthquakes   | San José State University |
| 57    | Overgeslagen     |         | New England Revolution |                           |
| 58    | Jake Traeger     | M       | Columbus Crew          | Ohio State University     |
| 59    | Overgeslagen     |         | D.C. United            |                           |
| 60    | Byron Carmichael | A       | Kansas City Wizards    | Marshall University       |